# 프렌드 존 (영화)
"프렌드 존"(태국어: Friend Zone ระวัง..สิ้นสุดทางเพื่อน)은 2019년 공개된 태국의 로맨틱 코미디 영화이다.

## 출연
- 나팟 시앙솜분 - 팜 역
- 핌차녹 류위셋파이분 - 깅 역
- 제이슨 영 - 테드 역